# Desmognathus orestes
Espèce
Statut de conservation UICN

 LC  : Préoccupation mineure
Desmognathus orestes est une espèce d'urodèles de la famille des Plethodontidae.

## Répartition
Cette espèce est endémique des États-Unis. Elle se rencontre dans l'ouest de la Virginie, dans l'Ouest de la Caroline du Nord et dans l'est du Tennessee.

## Publication originale
- Tilley & Mahoney, 1996 : Patterns of genetic differentiation in salamanders of the Desmognathus ochrophaeus complex (Amphibia: Plethodontidae). Herpetological Monographs, vol. 10, p. 1-42.